# Fichtenwaldsänger
Der Fichtenwaldsänger (Setophaga fusca, Syn.: Dendroica fusca) ist ein kleiner Vogel aus der Gattung der Baumwaldsänger (Setophaga) in der Familie der Waldsänger (Parulidae). Die englische Bezeichnung „Blackburnian Warbler“ geht auf die englische Botanikerin Anna Blackburne zurück.

## Merkmale
Am Kopf, an der Kehle und am Brustbereich ist das Federkleid leuchtend orange. Das Rückengefieder und die Flügeldecken sind grauschwarz bis graubraun mit weißen Flecken auf den Flügeln. Das Unterseitengefieder hat eine gelbliche Farbe mit schwarzen Streifen an den Flanken. Im Gegensatz zu dem Männchen ist das Weibchen matter gefärbt und hat ein stumpferes orange am Kopfbereich und an der Brust. Die Jungvögel tragen ein ähnliches Federkleid wie die erwachsenen Weibchen.

## Ernährung
Die Nahrung des Fichtenwaldsängers besteht überwiegend aus Insekten. Im Winter erweitert er seinen Speiseplan um Beeren und Früchte. Für die nordamerikanischen Wälder im Norden ist er wichtig, da er vor allem Schädlinge und die Raupen von schädlichen Insekten vertilgt.

## Vorkommen
Die Brutgebiete befinden sich im Osten von Nordamerika, von Südkanada über die Great Lakes und Neuengland bis nach North Carolina. Zum Überwintern zieht der Fichtenwaldsänger in die Anden nach Südamerika, Kolumbien, Ecuador und Peru. Weitere Gebiete befinden sich in Venezuela und Panama, in denen sich jedoch eine kleinere Anzahl von Fichtenwaldsängern einfinden als in den anderen Gebieten. Als seltener Gast kommt er auch in Westeuropa vor.